# Volta a Catalunya de 1994
La Volta a Catalunya de 1994 va ser 74a edició de la Volta Ciclista a Catalunya. Es disputà en 7 etapes del 8 al 14 de setembre de 1994 amb un total de 978,4 km. El vencedor final fou l'italià Claudio Chiappucci de l'equip Carrera Jeans-Tassoni per davant de Fernando Escartín i Pedro Delgado.
Álvaro Mejía no pot defensar el seu títol per malaltia, i així Chiappucci aconsegueix emportar-se la cursa gràcies a la seva victòria a Boí-Taüll. Pedro Delgado, en el seu darrer any com a professional, aconsegueix pujar al podi.
Després de 57 anys, aquesta edició serà l'última que es disputaria al setembre.
Dies més tard d'acabar la Volta, es va informar que Abraham Olano havia donat positiu per cafeïna durant la disputa de la primera etapa. Un cop confirmat la contraanàlisi, se'l va sancionar amb la pèrdua de la seva victòria, que va anar a parar a mans d'Alex Zülle, i amb 10 minuts a la classificació general

## Etapes
| Etapa | Data           | Ciutats d'etapa                                             | km    | Vencedor de l'etapa      | Líder de la general       |
| ----- | -------------- | ----------------------------------------------------------- | ----- | ------------------------ | ------------------------- |
| 1a    | 8 de setembre  | L'Hospitalet de Llobregat – L'Hospitalet de Llobregat (CRI) | 5,9   | Alex Zülle (SUI)         | Abraham Olano (ESP)       |
| 2a    | 9 de setembre  | L'Hospitalet de Llobregat – La Sénia                        | 233,9 | Simone Biasci (ITA)      | Abraham Olano (ESP)       |
| 3a    | 10 de setembre | Santa Bàrbara – Barcelona                                   | 217,5 | Simone Biasci (ITA)      | Abraham Olano (ESP)       |
| 4a    | 11 de setembre | Lleida – Boí-Taüll                                          | 166,7 | Claudio Chiappucci (ITA) | Claudio Chiappucci (ITA)} |
| 5a    | 12 de setembre | Caldes de Boí - Lleida                                      | 188,1 | Laurent Jalabert (FRA)   | Claudio Chiappucci (ITA)  |
| 6a    | 13 de setembre | Martorell – Martorell                                       | 150,7 | Massimo Donati (ITA)     | Claudio Chiappucci (ITA)  |
| 7a    | 14 de setembre | Sant Feliu de Guíxols – Sant Feliu de Guíxols (CRI)         | 15,6  | Aitor Garmendia (ESP)    | Claudio Chiappucci (ITA)  |

### 1a etapa[3]
08-09-1994: L'Hospitalet de Llobregat, 5,9 km. (CRI):
|   | Ciclista            | Equip      | Temps  |
| - | ------------------- | ---------- | ------ |
| - | Abraham Olano (ESP) | Mapei-Clas | 7' 05" |
| 1 | Alex Zülle (SUI)    | ONCE       | + 6"   |
| 2 | Erik Breukink (NED) | ONCE       | + 9"   |

|   | Ciclista            | Equip      | Temps  |
| - | ------------------- | ---------- | ------ |
| - | Abraham Olano (ESP) | Mapei-Clas | 7' 05" |
| 1 | Alex Zülle (SUI)    | ONCE       | + 6"   |
| 2 | Erik Breukink (NED) | ONCE       | + 9"   |

### 2a etapa[4]
09-09-1994: L'Hospitalet de Llobregat – La Sénia, 233,9 km.:
|   | Ciclista               | Equip                   | Temps      |
| - | ---------------------- | ----------------------- | ---------- |
| 1 | Simone Biasci (ITA)    | Mercatone Uno-Medeghini | 5h 43' 23" |
| 2 | Stephen Swart (NZL)    | Motorola                | m. t.      |
| 3 | Santos Hernández (ESP) | ONCE                    | m. t.      |

|   | Ciclista            | Equip      | Temps      |
| - | ------------------- | ---------- | ---------- |
| - | Abraham Olano (ESP) | Mapei-Clas | 5h 50' 32" |
| 1 | Alex Zülle (SUI)    | ONCE       | + 6"       |
| 2 | Erik Breukink (NED) | ONCE       | + 9"       |

### 3a etapa[5]
10-09-1994: Santa Bàrbara – Barcelona, 217,5 km.:
|   | Ciclista            | Equip                   | Temps      |
| - | ------------------- | ----------------------- | ---------- |
| 1 | Simone Biasci (ITA) | Mercatone Uno-Medeghini | 6h 01' 17" |
| 2 | Àngel Edo (ESP)     | Kelme-Avianca           | m. t.      |
| 3 | Ján Svorada (CZE)   | Lampre-Panaria          | m. t.      |

|   | Ciclista            | Equip      | Temps       |
| - | ------------------- | ---------- | ----------- |
| - | Abraham Olano (ESP) | Mapei-Clas | 11h 51' 49" |
| 1 | Alex Zülle (SUI)    | ONCE       | + 6"        |
| 2 | Erik Breukink (NED) | ONCE       | + 9"        |

### 4a etapa[6]
11-09-1994: Lleida – Boí-Taüll, 166,7 km.:
|   | Ciclista                 | Equip                 | Temps      |
| - | ------------------------ | --------------------- | ---------- |
| 1 | Claudio Chiappucci (ITA) | Carrera Jeans-Tassoni | 4h 57' 27" |
| 2 | Pedro Delgado (ESP)      | Banesto               | m. t.      |
| 3 | Laudelino Cubino (ESP)   | Kelme-Avianca         | m. t.      |

|   | Ciclista                 | Equip                 | Temps       |
| - | ------------------------ | --------------------- | ----------- |
| 1 | Claudio Chiappucci (ITA) | Carrera Jeans-Tassoni | 16h 49' 35" |
| 2 | Pedro Delgado (ESP)      | Banesto               | + 2"        |
| 3 | Fernando Escartín (ESP)  | Mapei-Clas            | + 10"       |

### 5a etapa[7]
12-09-1994: Caldes de Boí - Lleida, 188,1 km.:
|   | Ciclista                | Equip                 | Temps      |
| - | ----------------------- | --------------------- | ---------- |
| 1 | Laurent Jalabert (FRA)  | ONCE                  | 4h 32' 06" |
| 2 | Davide Bramati (ITA)    | Lampre-Panaria        | m. t.      |
| 3 | Samuele Schiavina (ITA) | Carrera Jeans-Tassoni | m. t.      |

|   | Ciclista                 | Equip                 | Temps       |
| - | ------------------------ | --------------------- | ----------- |
| 1 | Claudio Chiappucci (ITA) | Carrera Jeans-Tassoni | 21h 21' 41" |
| 2 | Pedro Delgado (ESP)      | Banesto               | + 2"        |
| 3 | Fernando Escartín (ESP)  | Mapei-Clas            | + 10"       |

### 6a etapa[8]
13-09-1994: Martorell, 150,7 km.:
|   | Ciclista                        | Equip                   | Temps      |
| - | ------------------------------- | ----------------------- | ---------- |
| 1 | Massimo Donati (ITA)            | Mercatone Uno-Medeghini | 3h 40' 45" |
| 2 | José Manuel García García (ESP) | Mapei-Clas              | m. t.      |
| 3 | Antonio Sánchez García (ESP)    | Artiach                 | + 2"       |

|   | Ciclista                 | Equip                 | Temps       |
| - | ------------------------ | --------------------- | ----------- |
| 1 | Claudio Chiappucci (ITA) | Carrera Jeans-Tassoni | 25h 02' 48" |
| 2 | Pedro Delgado (ESP)      | Banesto               | + 2"        |
| 3 | Fernando Escartín (ESP)  | Mapei-Clas            | + 10"       |

### 7a etapa[9]
14-09-1994: Sant Feliu de Guíxols, 15,6 km. (CRI):
|   | Ciclista                | Equip   | Temps   |
| - | ----------------------- | ------- | ------- |
| 1 | Aitor Garmendia (ESP)   | Banesto | 19' 29" |
| 2 | Orlando Rodrigues (POR) | Artiach | + 6"    |
| 3 | Jesús Montoya (ESP)     | Banesto | + 13"   |

|   | Ciclista                 | Equip                 | Temps       |
| - | ------------------------ | --------------------- | ----------- |
| 1 | Claudio Chiappucci (ITA) | Carrera Jeans-Tassoni | 25h 02' 48" |
| 2 | Fernando Escartín (ESP)  | Mapei-Clas            | + 21"       |
| 3 | Pedro Delgado (ESP)      | Banesto               | + 30"       |

## Classificació General
|   | Ciclista                     | Equip                   | Temps       |
| - | ---------------------------- | ----------------------- | ----------- |
| 1 | Claudio Chiappucci (ITA)     | Carrera Jeans-Tassoni   | 25h 22' 31" |
| 2 | Fernando Escartín (ESP)      | Mapei-Clas              | + 21"       |
| 3 | Pedro Delgado (ESP)          | Banesto                 | + 30"       |
| 4 | Wladimir Belli (ITA)         | Lampre-Panaria          | + 1' 04"    |
| 5 | Antonio Sánchez García (ESP) | Artiach                 | + 1' 10"    |
| - | Abraham Olano (ESP)          | Mapei-Clas              | + 1' 29"    |
| 6 | Johan Bruyneel (BEL)         | ONCE                    | + 1' 37"    |
| 7 | Erik Breukink (NED)          | ONCE                    | + 2' 03"    |
| 8 | Massimo Donati (ITA)         | Mercatone Uno-Medeghini | + 2' 22"    |
| 9 | Daniel Clavero (ESP)         | Artiach                 | + 2' 25"    |

## Classificació de la muntanya
|   | Ciclista                 | Equip                      | Punts    |
| - | ------------------------ | -------------------------- | -------- |
| 1 | José Manuel Uría (ESP)   | Deportpublic-Castellblanch | 59 punts |
| 2 | Claudio Chiappucci (ITA) | Carrera Jeans-Tassoni      | 36 punts |
| 3 | Daniel Clavero (ESP)     | Artiach                    | 34 punts |

## Classificació de les Metes volants
|   | Ciclista               | Equip                      | Punts |
| - | ---------------------- | -------------------------- | ----- |
| 1 | Stefano Cembali (ITA)  | Carrera Jeans-Tassoni      | 19    |
| 2 | Stefano Checchin (ITA) | Carrera Jeans-Tassoni      | 4     |
| 3 | José Manuel Uría (ESP) | Deportpublic-Castellblanch | 3     |

## Millor Equip
|   | Equip      | Nacionalitat | Temps       |
| - | ---------- | ------------ | ----------- |
| 1 | Artiach    | Espanya      | 76h 12' 26" |
| 2 | Banesto    | Espanya      | + 54"       |
| 3 | Mapei-Clas | Itàlia       | + 5' 22"    |